# Cerro Nevado (Mendoza)
Pour les articles homonymes, voir Cerro Nevado.
Le cerro Nevado est un ancien volcan d'Argentine aujourd'hui éteint, situé dans les départements de San Rafael et Malargüe de la province de Mendoza.
Il se trouve au nord-est mais en dehors de la réserve provinciale La Payunia et des volcans qui s'y trouvent. S'élevant à 3 833 mètres d'altitude, il surgit au milieu d'une vaste plaine. Du fait de sa situation, loin des Andes, on le considère comme une avancée de la haute montagne sur la plaine pampéenne occidentale.
Il présente la particularité de dominer tout le paysage. Il n'a en effet aucun rival à moins de 150 kilomètres à la ronde. Comme son nom l'indique, il est couvert d'une calotte de glace.

## Projet de protection environnementale
En 2006, la province de Mendoza lance un projet de création d'une réserve provinciale centrée sur le cerro Nevado et appelée Reserva hídrica y Santuario de Flora y Fauna Cerro Nevado (« Réserve hydrique et sanctuaire de la flore et de la faune du cerro Nevado »). En effet, la montagne a une valeur écologique importante, présentant le plus fort taux d'endémisme de la province de Mendoza, mais fortement mis en péril. Son isolement par rapport aux Andes a permis une évolution indépendante des espèces, et la flore est très diversifiée selon les étages d'altitude. Jadis la population des guanacos et des nandous était aussi importante que dans la Payunia voisine, mais les excès de la chasse ont quasi détruit cette faune. On trouve également dans la zone le lézard du Nevado, en grand danger d'extinction, ainsi que le Chat des Andes et la Tortue d'Argentine. Toutefois, en 2016, le projet n'a toujours pas abouti.